# Ейсид джаз
Ейсид джаз (на английски: acid jazz) е музикален стил, който комбинира елементи на джаз, соул, фънк и диско. Жанрът произлиза от клубната сцена на Лондон през 1980-те години и се разпространява до САЩ, Япония, Източна Европа и Бразилия. Сред по-известните изпълнители на ейсид джаз са The Brand New Heavies, Incognito, Us3 и Jamiroquai от Великобритания, както и Buckshot LeFonque и Digable Planets от САЩ. Възходът на електронната клубна музика от средата до края на 1990-те години води до постепенно спадане на интереса към ейсид джаза.

## История

### 1960-те
Ейсид джазът води началото си от 1960-те години, когато психеделичните стилове започват да се инкорпорират в други музикални жанрове, сред които е и джазът. Едни от първите ейсид джаз записи са Six Pack и Soul Fiesta на The Apostles (1969).

### Великобритания
Стилът се популяризира сред лондонската клубна сцена през средата на 1980-те години, когато някои диджеи започват да пускат неизвестни джаз записи. Техният основен интерес представляват записи, включващи джаз рок, джаз фънк и соул джаз от 1950-те и 1960-те години. Особено важни записи се оказват тези от каталога на Блу Ноут.
Сред тези диджеи е и Джил Питърсън, който пуска музика в няколко лондонски клуба през 1980-те. Той започва своя пиратска радиостанция, след което се премества в далеч по-голямата Kiss-FM. През 1988 г. той и Еди Пилър основават лейбъла Acid Jazz Records. Първото издание на компанията е компилацията Totally Wired, която съдържа неизвестни джаз фънк записи от 1970-те и по-нови такива. През 1990-те години Петърсън напуска, за да основе своя собствен лейбъл Talkin' Loud. Компанията подписва договори с Galliano, Young Disciples и Urban Species. Друг британски лейбъл, Fourth And Broadway Records, е основан през 1990 г. и започва да издава компилации. Сред изпълнителите им са Фароу Сандърс, Stereo MCs, френският рапър MC Solaar, японците United Future Organization и саксофонистът Кортни Пайн.
През 1991 г. жанрът успява да стане мейнстрийм покрай успеха на The Brand New Heavies. След едноименния им албум към Acid Jazz Records, групата преминава към FFRR Records, с които създава хитовите си сингли Never Stop и Dreams Come True. Други ейсид джаз групи са Incognito и Us3, като последните издават сингъла Cantaloop (Flip Fantasia) през 1993 г., който става най-големият хит в жанра. Голям успех постига и Jamiroquai, който, след като първоначално подписва с Acid Jazz Records, подписва със Sony Music, с които създава успешния си албум Travelling Without Moving (1996), включващ международния хитов сингъл Virtual Insanity". Други групи, свирещи на живо, са Stereo MCs и James Taylor Quartet. Първоначалният мейнстрийм успех на ейсид джаза е последван от голям брой компилации, които оставят публиката объркана относно природата и ключовите изпълнители на жанра.

### САЩ
В началото на 1990-те години се развиват местни ейсид джаз сцени в САЩ. Жанрът достига Ню Йорк през 1990 г., когато британецът Морис Бърнщайн и южноафриканецът Джонатън Рудник откриват Groove Academy в подземен клуб на Юниън Скуеър. Оттук Groove Academy се развива в лейбъл и медийна компания. Други изпълнители на ейсид джаз в Ню Йорк са Brooklyn Funk Essentials, DJ Smash и Джером Ван Росъм.
Известни ейсид джаз групи, които изникват от тази сцена, включват A Tribe Called Quest, които включват различни джаз мотиви за своя платинен албум The Low End Theory (1991), Buckshot LeFonque, проект на Бранфорд Марсалис, и Digable Planets, които получават награда Грами за своя сингъл от 1993 г. Rebirth of Slick (Cool Like Dat). Сформираните през 1990 г. в Ню Йорк Groove Collective издават дебютния си едноименен албум през 1993 г. и от тогава са влиятелна ейсид джаз група. Рапърът Guru издава поредица албуми, в които си сътрудничи с големи фигури от джаза.

### Международна сцена
Ейсид джазът има последователи из цял свят, включително Япония, Германия, Бразилия и Източна Европа. Известни японски изпълнители са United Future Organization, Mondo Grosso и Gota. В Полша известност набира Skalpel.

### Упадък и влияние
Възходът на електронната клубна музика от средата до края на 1990-те години води до постепенно спадане на интереса към ейсид джаза, макар жанрът да продължава да има малък брой последователи по света и след това. През 21 век движението се преплита до такава степен с други форми, че става неразличимо като жанр и така много изпълнители, чийто стил може да се определи като ейсид джаз, днес може да се счита за джаз фънк, нео соул или джаз рап.
Британското списание Q заявява, че „ейсид джазът е най-значителната форма на джаза, която възниква от британската музикална сцена“. Жанрът днес предоставя подходяща среда за широка импровизация за изпълнители, като например Медески, Мартин и Уд.